# Hetaeria
Genre
Hetaeria est un genre d'Orchidées.

## Liste d'espèces
Selon Catalogue of Life (23 décembre 2018) :
- Hetaeria affinis (Griff.) Seidenf. & Ormerod
- Hetaeria alta Ridl.
- Hetaeria anomala Lindl.
- Hetaeria armata Ormerod & H.A.Pedersen
- Hetaeria baeuerlenii Schltr.
- Hetaeria callosa (J.J.Sm.) Ormerod
- Hetaeria elata Hook.f.
- Hetaeria elegans Ridl.
- Hetaeria finlaysoniana Seidenf.
- Hetaeria gardneri (Thwaites) Benth. ex Hook.f.
- Hetaeria gautierensis J.J.Sm.
- Hetaeria goodyeroides Schltr.
- Hetaeria heterosepala (Rchb.f.) Summerh.
- Hetaeria hylophiloides (Carr) Ormerod & J.J.Wood
- Hetaeria lamellata Blume
- Hetaeria latipetala Schltr.
- Hetaeria linguella (Carr) J.J.Wood & Ormerod
- Hetaeria mannii (Rchb.f.) Benth. ex Durand & Schinz
- Hetaeria obliqua Blume
- Hetaeria oblongifolia Blume
- Hetaeria occidentalis Summerh.
- Hetaeria pelota N.Pearce & P.J.Cribb
- Hetaeria rhombipetala Ormerod & J.J.Wood
- Hetaeria rostrata J.J.Sm.
- Hetaeria tetraptera (Rchb.f.) Summerh.
- Hetaeria vaginalis Rchb.f.
- Hetaeria whitmeei Rchb.f.
- Hetaeria youngsayei Ormerod

Selon Tropicos (23 décembre 2018) (Attention liste brute contenant possiblement des synonymes) :
- Hetaeria abbreviata Lindl.
- Hetaeria affinis (Griff.) Seidenf. & Ormerod
- Hetaeria agyokuana (Fukuy.) Nakaj.
- Hetaeria alba Ridl.
- Hetaeria albida Blume
- Hetaeria alta Ridl.
- Hetaeria angustifolia Carr
- Hetaeria anomala Lindl.
- Hetaeria asraoa (J. Joseph & Abbar.) Karthik.
- Hetaeria baeuerlenii Schltr.
- Hetaeria bantaengensis J.J. Sm.
- Hetaeria biloba (Ridl.) Seidenf. & J.J. Wood
- Hetaeria blackii Ames
- Hetaeria caespitosa Lindl.
- Hetaeria callosa (J.J. Sm.) Ormerod
- Hetaeria connata Kraenzl.
- Hetaeria cordata Lindl.
- Hetaeria cristata Blume
- Hetaeria discoidea (Rchb. f.) Schltr.
- Hetaeria elata Hook. f.
- Hetaeria elegans Ridl.
- Hetaeria elongata (Blume) Miq.
- Hetaeria erimae (Schltr.) Schltr.
- Hetaeria exigua (Rolfe) Schltr.
- Hetaeria falcatula J.J. Sm.
- Hetaeria finlaysoniana Seidenf.
- Hetaeria flava Lindl.
- Hetaeria forcipata Rchb. f.
- Hetaeria francisii Schltr.
- Hetaeria fusca Lindl.
- Hetaeria gardneri (Thwaites) Benth. & Hook. f.
- Hetaeria gautierensis J.J. Sm.
- Hetaeria goodyemides Schltr.
- Hetaeria goodyeroides Schltr.
- Hetaeria gracilis (Blume) Miq.
- Hetaeria grandiflora Ridl.
- Hetaeria hainanensis Tang & F.T. Wang
- Hetaeria helferi Hook. f.
- Hetaeria heterosepala (Rchb. f.) Summerh.
- Hetaeria hylophiloides (Carr) Ormerod & J.J. Wood
- Hetaeria integrilabella (C.S. Leou) S.S. Ying
- Hetaeria inverta (W.W. Sm.) Schltr.
- Hetaeria javanica Blume
- Hetaeria kerintjiensis J.J. Sm.
- Hetaeria lamellata Blume
- Hetaeria lanceolata (Rchb. f.) Rchb. f.
- Hetaeria lancifolia Ames
- Hetaeria lancifolium Ames
- Hetaeria latipetala Schltr.
- Hetaeria leytensis Ames
- Hetaeria linguella J.J. Wood & Ormerod
- Hetaeria longifolia (Lindl.) Benth.
- Hetaeria mannii (Rchb. f.) Benth. ex T. Durand & Schinz
- Hetaeria maritima J.J. Sm.
- Hetaeria micrantha Blume
- Hetaeria mindanaensis Ames
- Hetaeria mollis Lindl.
- Hetaeria moulmeinensis Parish & Rchb. f.
- Hetaeria nervosa Lindl.
- Hetaeria nitida Ridl.
- Hetaeria nuda (Blume) Miq.
- Hetaeria obliqua Blume
- Hetaeria oblongifolia Blume
- Hetaeria obscura (Blume) Miq.
- Hetaeria occidentalis Summerh.
- Hetaeria occulta (Thouars) Lindl.
- Hetaeria ogurae Tuyama
- Hetaeria ophirensis Ridl.
- Hetaeria ovalifolia (Wight) Benth. & Hook. f.
- Hetaeria parvifolia Ridl.
- Hetaeria pauciflora Ridl.
- Hetaeria pauciseta J.J. Sm.
- Hetaeria pelota N. Pearce & P.J. Cribb
- Hetaeria poilanei (Gagnep.) Tang & F.T. Wang
- Hetaeria polygonoides (F. Muell.) Dockr.
- Hetaeria polyphylla Rchb. f.
- Hetaeria purpurascens Blume
- Hetaeria purpurea Miq.
- Hetaeria pygmaea (R. Br.) Endl. ex Kunth
- Hetaeria raymundi Schltr.
- Hetaeria roseans Rchb. f.
- Hetaeria rostrata J.J. Sm.
- Hetaeria rotundiloba J.J. Sm.
- Hetaeria rubens (Lindl.) Benth. ex Hook. f.
- Hetaeria rubicunda (Blume) Rchb. f.
- Hetaeria samoensis Rolfe
- Hetaeria shikokiana (Makino) Tuyama
- Hetaeria shiuyingiana L. Li & F.W. Xing
- Hetaeria similis Schltr.
- Hetaeria societatis W.F.M. Drake
- Hetaeria stammleri (Schltr.) Summerh.
- Hetaeria taiwaniana S.S. Ying
- Hetaeria tenuis (Lindl.) Benth.
- Hetaeria tetraptera (Rchb. f.) Summerh.
- Hetaeria tokioi Fukuy.
- Hetaeria torricellensis (Schltr.) J.J. Sm.
- Hetaeria uncinata (Blume) Miq.
- Hetaeria vaginalis Rchb. f.
- Hetaeria variegata (Blume) Miq.
- Hetaeria velutina J.J. Sm.
- Hetaeria wenzelii Ames
- Hetaeria whitmeei Rchb. f.
- Hetaeria xenantha Ohwi & Koyama
- Hetaeria yakusimensis (Masam.) Masam.
- Hetaeria youngsayei Ormerod